# Lâu đài Montsoreau
Lâu đài Montsoreau (tiếng Pháp: Château de Montsoreau) là một thái ấp gần ngôi làng nhỏ Montsoreau, trong tỉnh Maine-et-Loire, Thung lũng Loire ở Pháp.
Nó là lâu đài sông Loire duy nhất được xây dựng ở lòng sông Loire.
Lâu đài Montsoreau có kiến trúc đặc trưng của thời kì Phục hưng các lâu đài của Loire.
Năm 2000 phần Thung lũng sông Loire từ Sully-sur-Loire (thuộc tỉnh Loiret) đến Chalonnes-sur-Loire (thuộc tỉnh Maine-et-Loire) đã được UNESCO công nhận là Di sản thế giới do các giá trị văn hóa, lịch sử và kiến trúc độc đáo.

## Hình ảnh

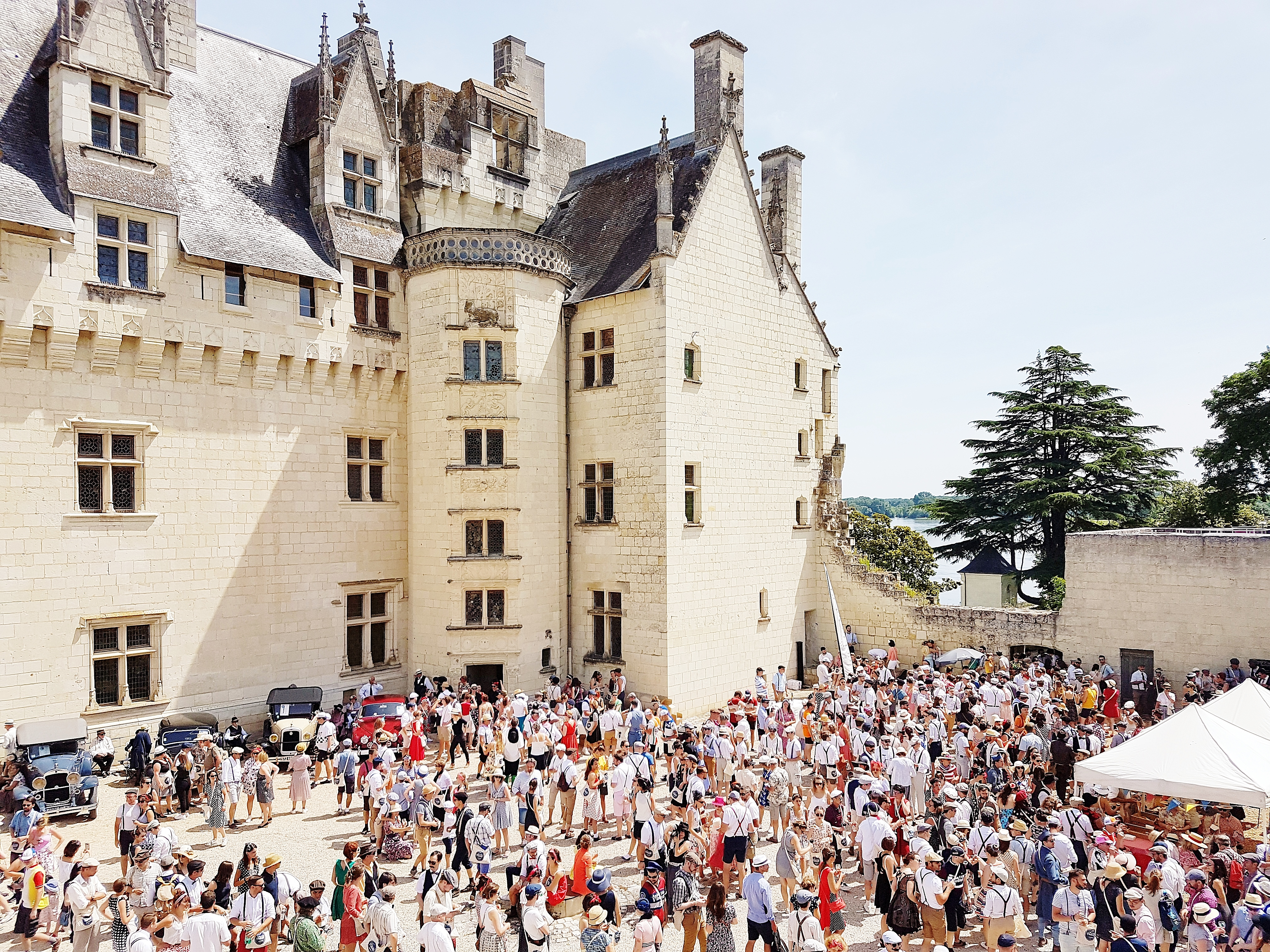
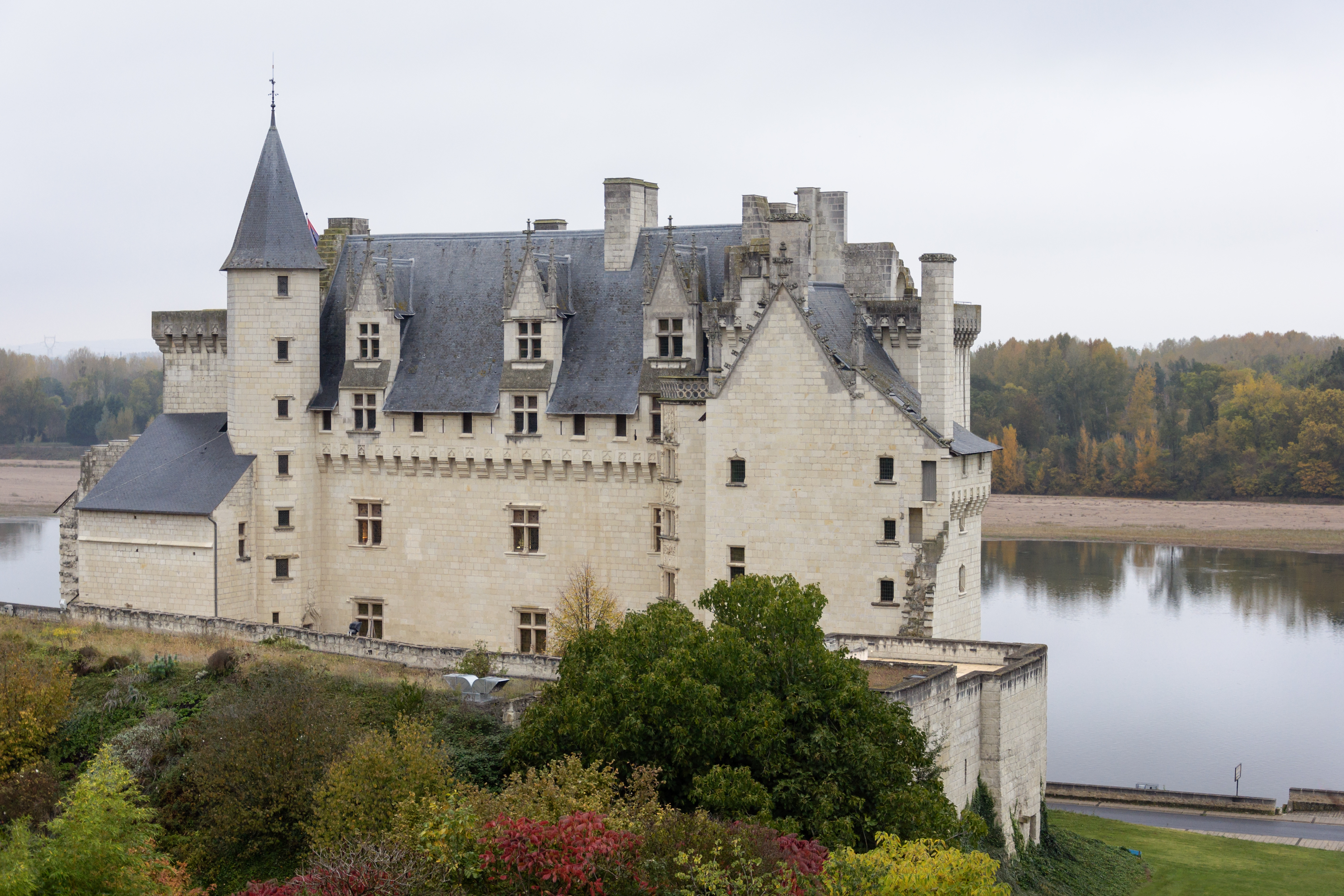
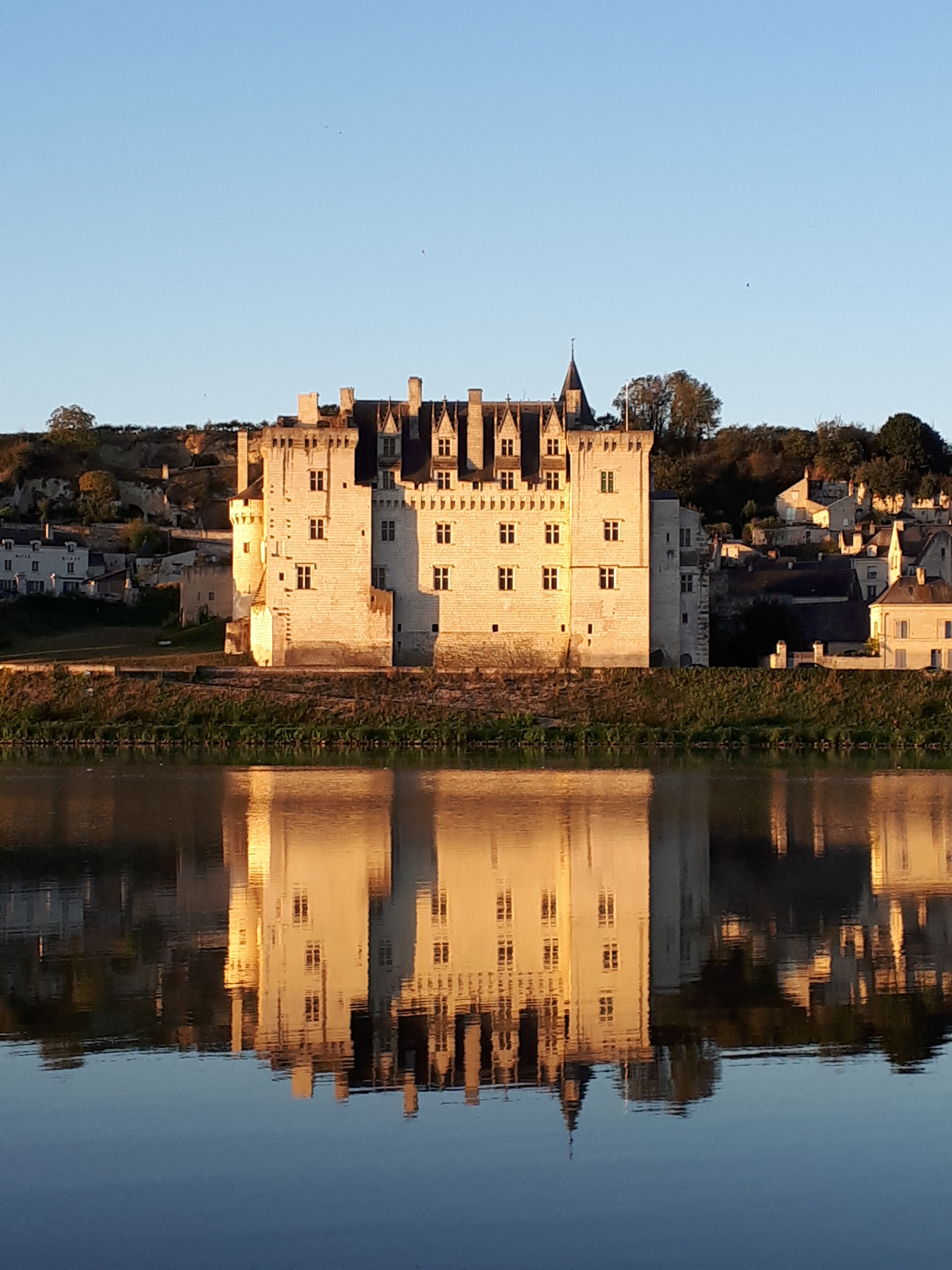
Lâu đài Montsoreau-Bảo tàng nghệ thuật đương đại
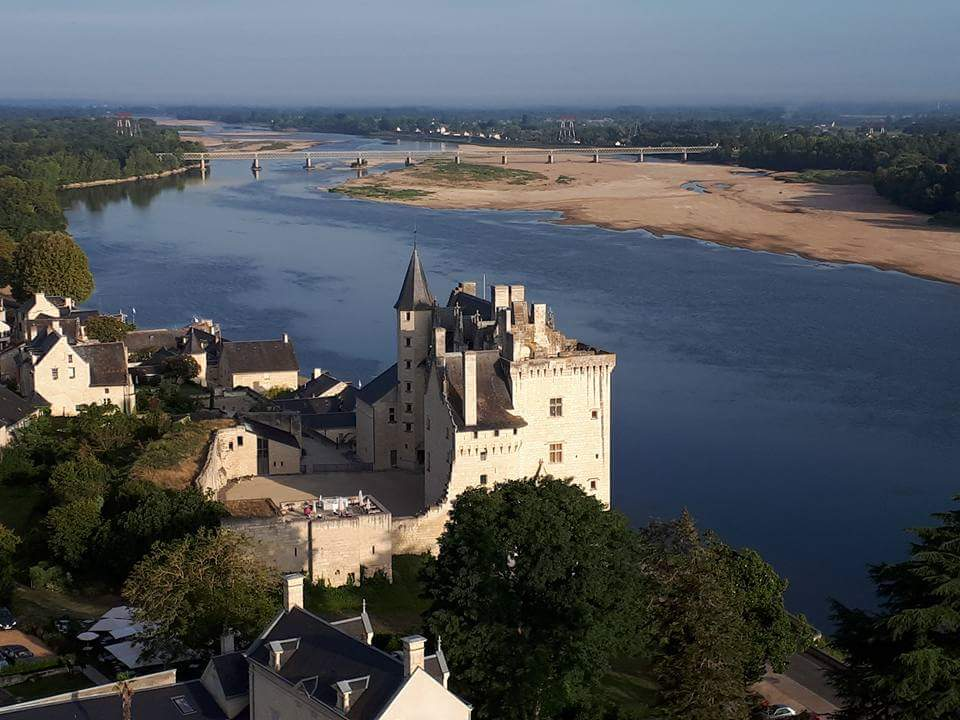
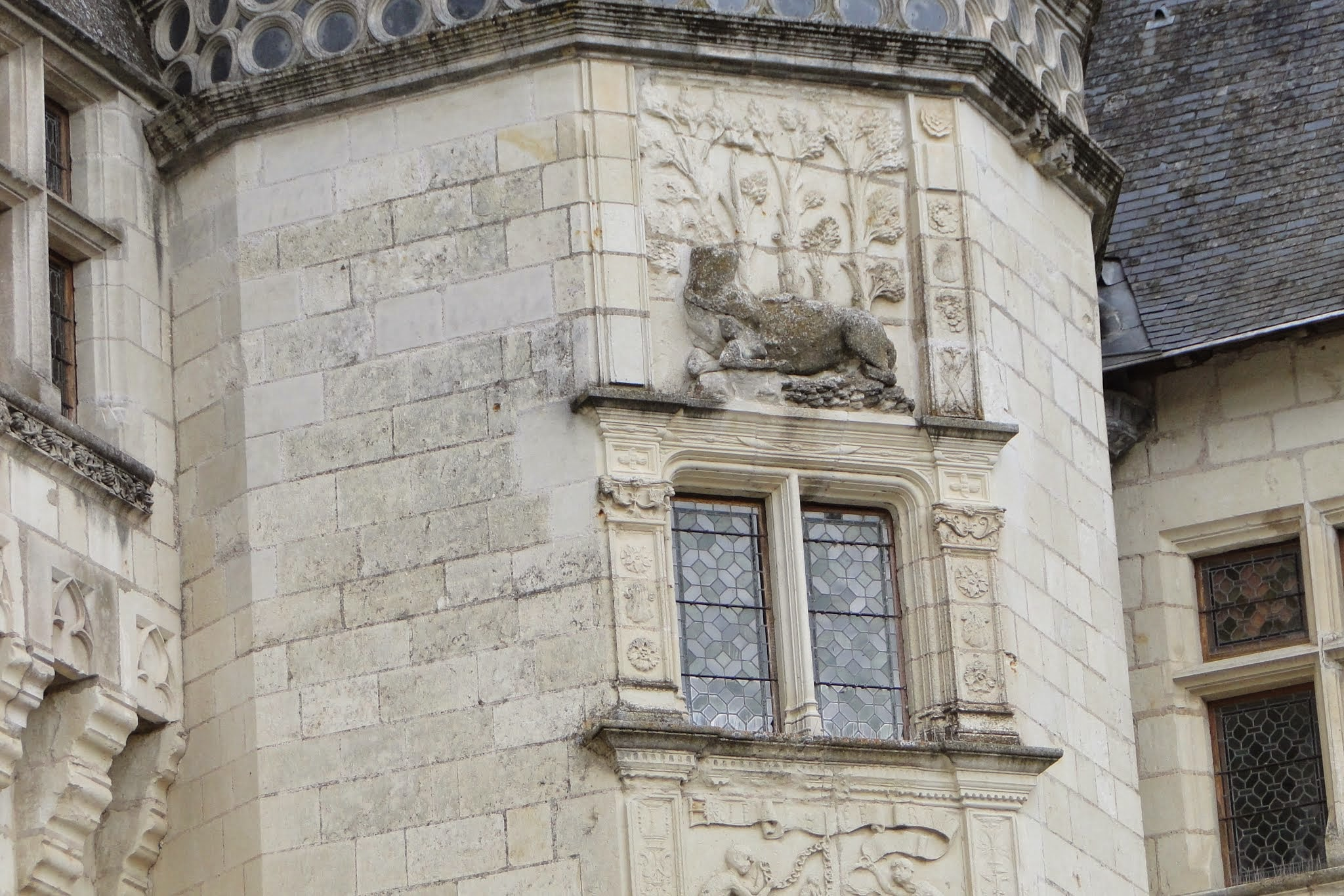
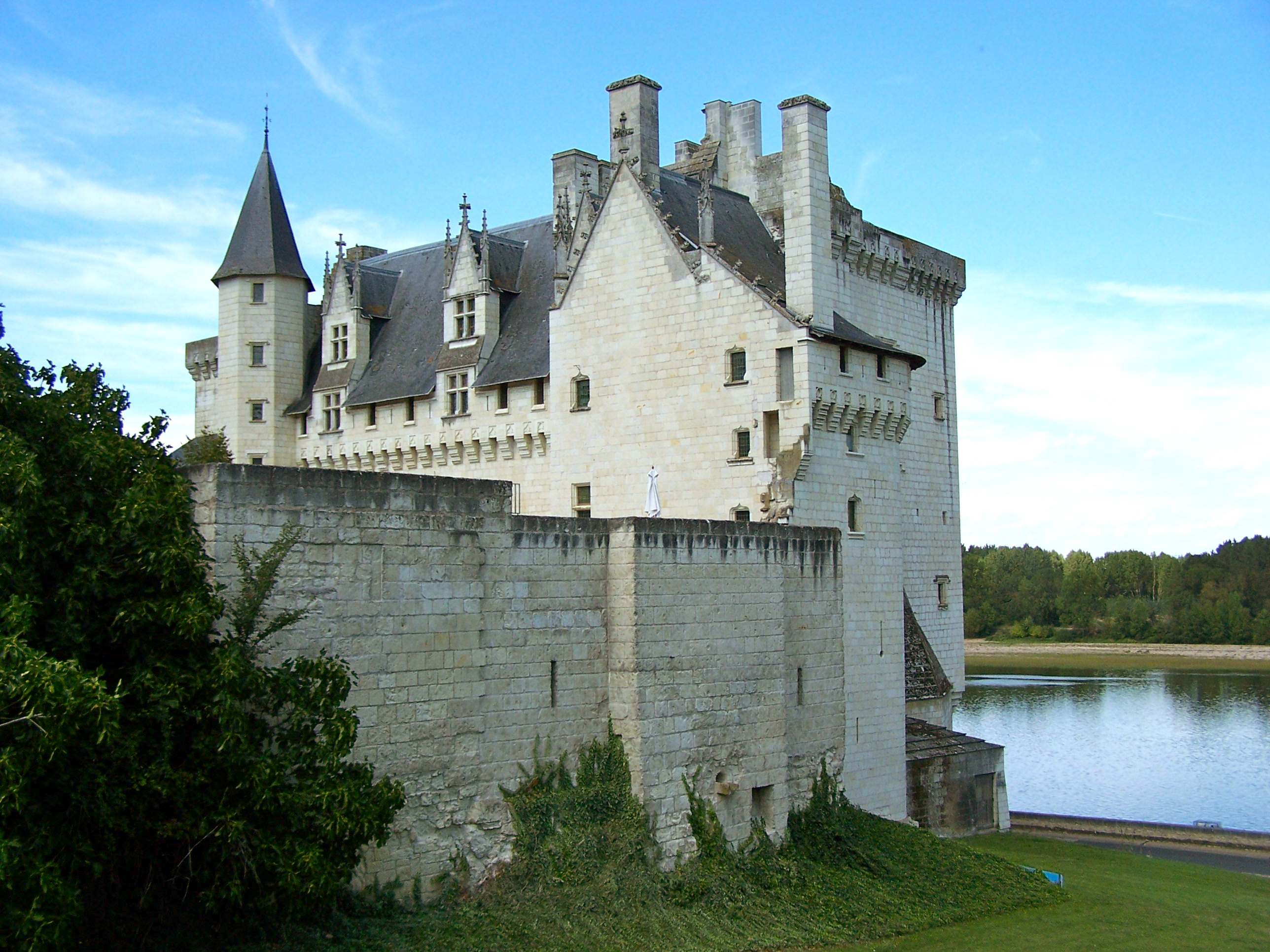
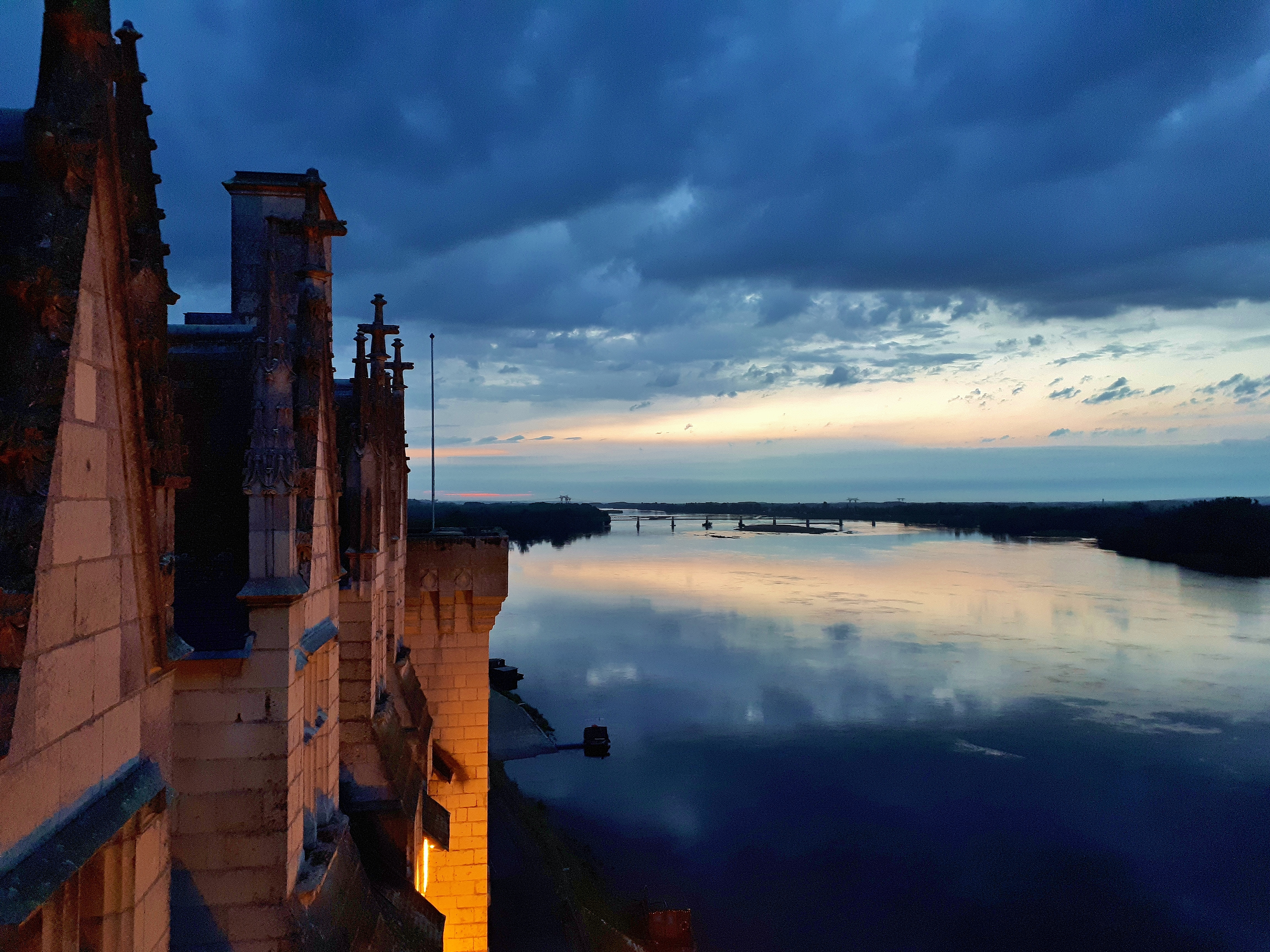
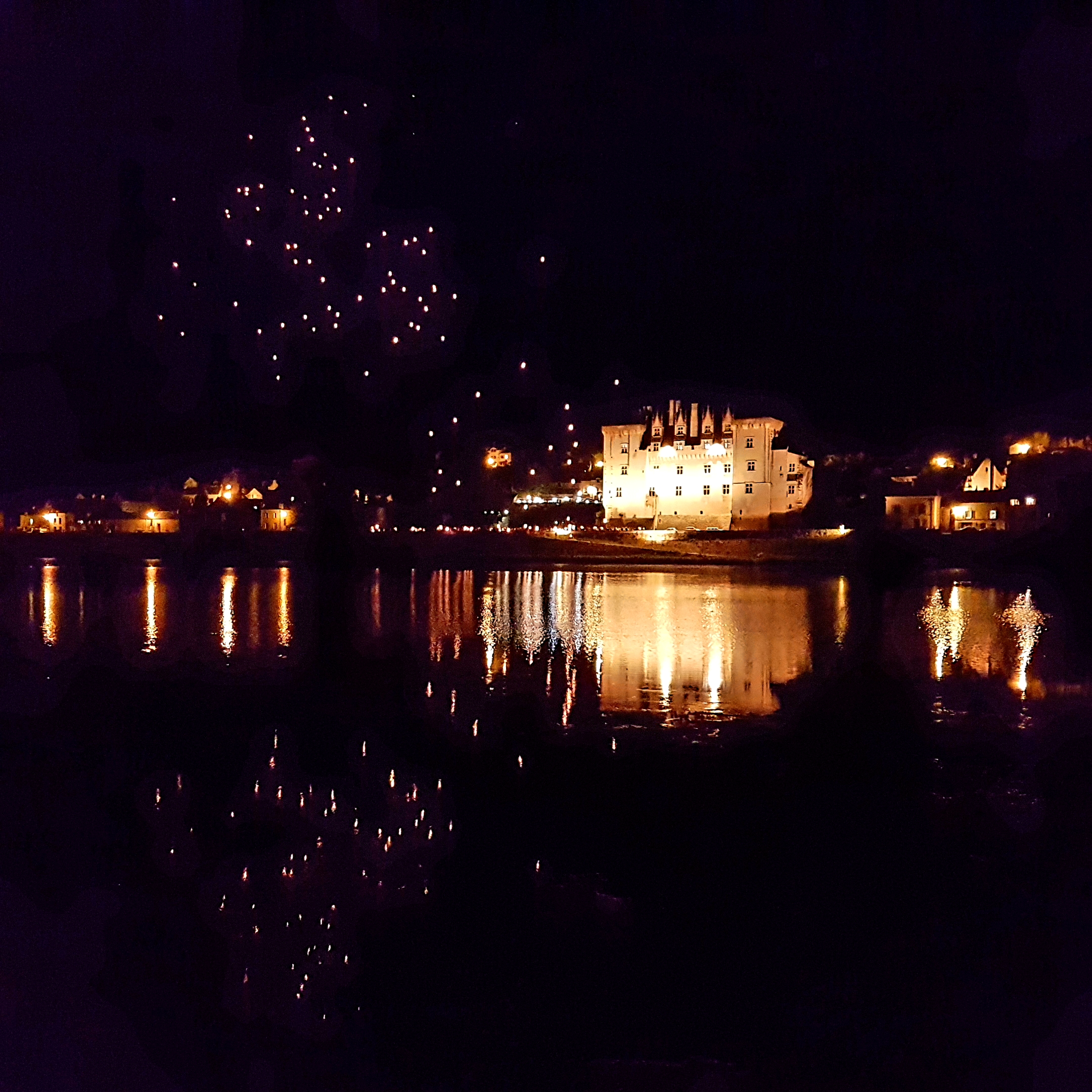